# NGC 4676
NGC 4676, thiên hà Song Thử hoặc thiên hà Chuột là cặp thiên hà xoắn ốc trong chòm sao Hậu Phát. Cách Trái Đất 290 triệu năm ánh sáng, hai thiên hà bắt đầu va chạm và sáp nhập vào khoảng 290 triệu năm trước. Tên của nó đề cập đến cái đuôi dài như đuôi chuột do lực thủy triều gây ra - vì sự khác nhau về lực hấp dẫn ở phần đầu và phần đuôi của thiên hà - được biết đến là tác động từ tương tác thiên hà. Có thể cả hai thiên hà, những thành viên của cụm sao Coma, sẽ tiếp tục va chạm cho đến khi hợp lại làm một.
Màu sắc của hai thiên hà khá đặc biệt. Trong lõi NGC 4676A có một số điểm đen tối bao quanh với một cái đuôi có màu xanh trắng của vòng xoắn ốc. Đuôi của nó bất thường, với việc bắt đầu bằng màu xanh và kết thúc với một màu vàng hơn, khác với đuôi của các thiên hà xoắn ốc khác vốn bắt đầu bằng màu vàng và kết thúc bằng màu xanh nhạt. NGC 4676B có lõi màu vàng và hai đường xoắn ốc, phần còn lại phía dưới có màu xanh.
Các thiên hà được chụp lại vào năm 2002 bởi Kính viễn vọng không gian Hubble.